# 芒达乡
芒达乡（藏語：རྨོ་མདའ་，威利转写：rmo mda'）是中国西藏自治区昌都市卡若区下辖的一个乡，位于区境西北部高海拔地区，平均海拔3800米，总面积440.24平方千米，2000年人口5898人。芒达乡是一个半农半牧乡，农牧产品主要为青稞、小麦、油菜、牦牛、黄牛、山羊等。2008年，下辖11个村委会：西强村、达德村、莫堆村、白措村、莫美村、扎玛村、芒达村、委日村、索土村、左巴村、瓦洛村。